# Miraš Dedeić
Miraš Dedeić (en montenegrino: Михаило, nacido el 8 de noviembre de 1938) es el actual Metropolita Primado de la Iglesia Ortodoxa de Montenegro, quién fue entronizado en su Cátedra episcopal (en la Ciudad de Cetiña) en el año 1998. Él ostenta el título de Arzobispo de Cetiña y Metropolita de Toda Montenegro. 

## Biografía
Miraš Dedeić, nació  en la aldea de Ramovo Ždrijelo, Zeta, en el antiguo Reino de Yugoslavia, y fue anotado en el Registro Civil con el nombre de Miras Dedeic, el Metropolita Mihailo fue bautizado de niño dentro de la Iglesia Serbia el 20 de noviembre de 1938 en la capilla de la Transfiguración del Señor. Su familia pertenece al clan Drobnjak, los cuales se trasladaron a Dobrilovina en el siglo XVI. 
Miraš Dedeić es un jerarca el cual siempre estuvo muy vinculado a la causa de la restauración de la Independencia de Montenegro, siendo reconocido además, incluso en ámbitos seculares, por promover los derechos humanos de las minorías religiosas y étnicas dentro de Montenegro.
Actualmente, este Jerarca ortodoxo, reclama para la Iglesia de Montenegro, la propiedad de más de 600 templos que estaban, antes de la disolución de la Iglesia Ortodoxa Montenegrina en 1920, bajo el cuidado de la mencionada Iglesia, y que ahora se encuentran en manos del Patriarcado Serbio, como consecuencia política de la pérdida de la independencia del antiguo Reino de Montenegro el 19 de noviembre de 1918; sin embargo, desde el restablecimiento de la independencia de Montenegro en 2006, el tema entre ambas Iglesias Ortodoxos se transformó en un tema candente en la República de Montenegro, puesto que excede el tema de la simple tenencia de los templos, sino que tiene directa relación con la identidad histórica-nacional de todo un país.